# Diego Florentín
Diego Florentín – piłkarz paragwajski, pomocnik.
Jako gracz klubu River Plate Montevideo był w kadrze narodowej na pierwsze mistrzostwa świata w 1930 roku, gdzie Paragwaj odpadł w fazie grupowej. Nie zagrał w żadnym meczu.
Nigdy nie wziął udziału w turnieju Copa América.